# Валицкий, Анджей
А́нджей Станислав Вали́цкий (пол. Andrzej Stanisław Walicki, 15 мая 1930, Варшава — 20 августа 2020, Варшава) — польский историк польской и русской философии.
«Всемирно известный историк русской философии», — называет его проф. МГУ M. А. Маслин.
Действительный член Польской академии наук (1998). Заслуженный профессор Польской академии наук и университета Нотр Дам (США).
Лауреат премии Бальцана (1998).

## Биография
Его отец, уроженец Петербурга, искусствовед, был подвергнут репрессиям в ПНР за сотрудничество в годы войны с польским правительством в изгнании в Лондоне. Как рассказывал сам Валицкий, его дед работал в Петербурге врачом, а отец прожил там 15 лет.
В раннем возрасте на него оказал влияние русский эмигрант философ С. И. Гессен, живший в Польше с 1935 года и бывший близким приятелем родителей Анджея, привлёкший его к русской культуре.
Учился в гимназии, затем в 1949 году поступил в Лодзинский университет на специальность «русская филология». Как вспоминал сам Валицкий, он хотел учиться философии, но так как он был сыном репрессированого, ему «дали понять», что он «может рассчитывать» только на русскую филологию — по его словам «так как никто не хотел её изучать». Однако через русскую литературу — литературную критику, он устремился в область общественной мысли России.
Учился в Лодзи у Тадеуша Котарбинского, затем в Варшаве, куда перевёлся в университет, который окончил в 1953 году. В 1958—1960 годах работал на факультете социологии альма-матер, а в 1960—1981 годах — в Институте философии и социологии Польской АН. В возрасте 29 лет выпустил первую книгу «Личность и история» (1959), которую посвятил Гессену. Примыкал к группе Лешека Колаковского. В 1960 году получил исследовательский грант фонда Форда для работы в США и Англии, во время которой большое значение на него оказала встреча с И. Берлином. Как вспоминал Валицкий, после польской оттепели 1955-1956 годов «цензура стала мягче. Я чувствовал, что могу кое-что писать, пользуясь совершенно невероятной с советской точки зрения свободой. То, что я пишу, может появиться на Западе… Поэтому я подумал, что если мы с Советами связаны как единый политический блок, а у нас появилось гораздо больше свободы, то, может быть, это именно и есть моя обязанность — теперь продолжать заниматься русской культурой». В 1964 году защитил докторскую диссертацию посвящённую славянофилам и славянофильско-западническим спорам. M. А. Маслин отмечает, что она не была основана на марксистской методологии.
С 1981 года преподаёт за рубежом Польши (Австралия, Великобритания, Австрия, Швейцария, Дания, Япония, США). В качестве приглашенного профессора работал в университетах Англии, США, Австралии, Австрии, Дании, Японии, Швейцарии. С 1981 года пять лет работал в Австралийском национальном университете в Канберре, а затем с 1986 года преподавал русскую интеллектуальную историю в университете Нотр Дам.
Гражданин Польши и США. Либерал.
Признания и награды
- Премия Бальцана (1998)
- Почётный доктор Лодзинского университета (2001)
- Орден Возрождения Польши (2005)

Научные интересы и вклад
Научные изыскания Валицкого связаны с историей польской и российской мысли от Эпохи Просвещения до XX века, взаимоотношениями Польши и России в сфере философской и политической мысли. Особое внимание он уделяет философии консерватизма и национализма, а с другой стороны историй освободительных идей, философий народничества и марксизма.
Как отмечает M. А. Маслин: «В своей оценке национального своеобразия философии в России Валицкий сохраняет верность общей методологической установке, согласно которой русская философия является органической частью общеевропейской философской мысли и потому может и должна рассматриваться не в противопоставлении, а в сравнении с ней, в контексте её развития».
С именем Валицкого связано возобновление после второй мировой войны анализа русской философской мысли и русской культуры в XX веке. По сегодняшний день Анджей Валицкий является в этой области самым большим авторитетом не только для польских учёных. Англоязычная монография Валицкого «История русской мысли от Просвещения до марксизма» (History of Russian Thought from the Enlightment to Marxism, Stanford University Press, 1979, and Clarendon Press, 1980) является наиболее распространенным в современном мире руководством по изучению истории русской философии. Продолжением её стала самая крупная его работа — восьмисотстраничный обобщающий труд «Очерк русской мысли: От Просвещения до религиозно-философского ренессанса» (Zarys myśli rosyjskiej. Od Oświecenia do renesansu religijno-filozoficznego; Kraków 2005), подобных которому всеобъемлющих изданий других польских авторов нет, никто другой пока не издал учебник по русской философии.
Автор более 400 работ, из них более 20 книг на польском и английском языках, которые переводились на русский, итальянский, японский, испанский, украинский языки.
Является автором многих статей о русской мысли в электронной философской энциклопедии Routledge.
На польском языке
- Osobowość a historia (Studia z dziejów literatury i myśli rosyjskiej) (1959)
- W kręgu konserwatywnej utopii; struktura i przemiany rosyjskiego słowianofilstwa (1964)
- Filozofia a mesjanizm. Studia z dziejȯw filozofii i myṡli społeczno-religijnej romantyzmu Polskiego (1970)
- Stanisław Brzozowski—drogi myśli (1977)
- Polska, Rosja, marksizm. Studia z dziejów marksizmu i jego recepcji (1983)
- Spotkania z Miłoszem (1985)
- Zniewolony umysł po latach (1993)
- Marksizm i skok do królestwa wolności. Dzieje komunistycznej utopii (1996)
- Polskie zmagania z wolnością widziane z boku (2000)
- Idea wolności u myślicieli rosyjskich: studia z lat 1955—1959 (2000)
- Idea narodu w polskiej myśli oświeceniowej (2000)
- Rosja, katolicyzm i sprawa polska (2002)
- Zarys myśli rosyjskiej: od oświecenia do renesansu religijno-filozoficznego (2005)
- Mesjanizm Adama Mickiewicza w perspektywie porównawczej (2006)
- O inteligencji, liberalizmach i o Rosji (2007)

На английском языке
- The Slavophile controversy: history of a conservative utopia in nineteenth-century Russian thought (1975)
- A history of Russian thought from the enlightenment to marxism (1979)
- Philosophy and romantic nationalism: the case of Poland (1982)
- Legal philosophies of Russian liberalism (1987; русский перевод Философия права русского либерализма, 2012)
- The three traditions in Polish patriotism and their contemporary relevance (1988)
- The Enlightenment and the birth of modern nationhood: Polish political thought from Noble Republicanism to Tadeusz Kosciuszko (1989)
- Stanisław Brzozowski and the Polish beginnings of «Western Marxism» (1989)
- Russia, Poland, and universal regeneration: studies on Russian and Polish thought of the romantic epoch (1991)
- Poland between East and West: the controversies over self-definition and modernization in partitioned Poland (1994)
- Marxism and the leap to the kingdom of freedom: the rise and fall of the Communist utopia (1995)

На русском языке
- Польский марксизм в конце XIX — начале XX века // История марксизма. Том 2. Марксизм в эпоху II Интернационала. Вып. 2. / Пер. с ит. — М.: Прогресс, 1981. — Рассылается по специальному списку
- История русской мысли от просвещения до марксизма. — М: Канон + РООИ «Реабилитация», 2013. — 480 с. — ISBN 978-5-88373-329-0
- В кругу консервативной утопии. Структура и метаморфозы русского славянофильства. — М.: Новое литературное обозрение, 2019. — 704 с. — (Historia Rossica) — ISBN 978-5-4448-0977-8
- Русский социализм и народничество // Ревкульт. — 25.11.2020